# Municipio Carmen (Campeche)
Koordinaten: 18° 35′ N, 91° 50′ W
Carmen ist ein  Municipio im mexikanischen Bundesstaat Campeche. Das Municipio hat 221.094 Einwohner (Zensus 2010) und ist 8644 km² groß. Verwaltungssitz und größter Ort des Municipios ist Ciudad del Carmen.

## Geographie
Das Municipio Carmen liegt im Westen des mexikanischen Bundesstaats Campeche auf Höhen unter 100 m rund um die Laguna de Términos. Es zählt zu etwa 92 Prozent zur südlichen Küstenebene des Golfes und zu etwa acht Prozent zur physiographischen Provinz der Halbinsel Yucatán bzw. zu über 99 % zur hydrographischen Region Grijalva-Usumacinta und zu gut 0,6 % zur Region Yucatán Oeste. Die Geologie des Municipios wird von Alluvionen, palustrischen und lakustrischen Ablagerungen bestimmt mit Kalkstein (6 % der Gemeindefläche) als am stärksten vertretenen Sedimentgestein; vorherrschende Bodentypen sind Gleysol (30 %), Vertisol (27 %) und Solonchak (11 %). Je gut 20 % der Gemeindefläche werden von Wasserflächen, Weideflächen, Wäldern und Mangrofen und ähnlicher Vegetation bedeckt.
Das Municipio Carmen grenzt an die Municipios Champotón, Escárcega, Candelaria und Palizada sowie an den Bundesstaat Tabasco und den Golf von Mexiko.

## Bevölkerung
Beim Zensus 2010 wurden im Municipio 221.094 Menschen in 57.656 Wohneinheiten gezählt. Davon wurden 2.955 Personen als Sprecher einer indigenen Sprache registriert, darunter 967 Sprecher des Mayathan und 760 Sprecher des Chol. Etwa 5,4 Prozent der Bevölkerung waren Analphabeten. 89.324 Einwohner wurden als Erwerbspersonen registriert, wovon ca. 69 % Männer bzw. 3,5 % arbeitslos waren. Etwa 8,4 % der Bevölkerung lebten in extremer Armut.

## Orte
Das Municipio Carmen umfasst 875 bewohnte localidades, von denen neben dem Hauptort vom INEGI auch Sabancuy, Isla Aguada, Nuevo Progreso, San Antonio Cárdenas und Atasta als urban klassifiziert sind. 13 Orte wiesen beim Zensus 2010 eine Einwohnerzahl von über 1000 auf, 829 Orte hatten weniger als 100 Einwohner. Die größten Orte sind:
| Ort                                         | Einwohner |
| Ciudad del Carmen                           | 169.466   |
| Sabancuy                                    | 007.286   |
| Isla Aguada                                 | 006.204   |
| Nuevo Progreso                              | 004.851   |
| San Antonio Cárdenas                        | 004.206   |
| Atasta                                      | 002.535   |
| Checubul                                    | 001.811   |
| Chicbul                                     | 001.692   |
| Colonia Emiliano Zapata                     | 001.311   |
| El Aguacatal                                | 001.270   |
| Mamantel (Pancho Villa)                     | 001.262   |
| Licenciado Gustavo Díaz Ordaz (18 de Marzo) | 001.239   |
| Abelardo L. Rodríguez                       | 001.130   |